# Antoine Hugot
Antoine Hugot (født 1761 i Paris, død 18. september 1803 i Paris) var en fransk fløjtenist, underviser og komponist.

## Liv og værker
Hugot modtog undervisning fra kreolsk musiker kaldet Atys (Atis), som virkede i Paris. I 1780'erne gjorde han sig til et kendt navn ved Concert spirituel som fløjtesolist. I 1789 blev han solofløjtenist i det nyetablerede pariserorkester "Bouffons italiens", som ledtes af Giovanni Battista Viotti. I 1793 kom Hugot forbi musikkorpset tilknyttet Garde nationale fra Paris. I 1795 blev han udnævnt som en af de dengang fire fløjteprofessorer ved det nyetablerede Conservatoire de Paris. I 1803 gjorde Hugot selv en ende på sit liv ved at springe ud af vinduet fra fjerde sal.
Hugots kompositoriske efterladenskab omfatter 6 fløjtekoncerter, duetter for 2 fløjter, sonater og etuder. I 1804 offentligtgjorde Hugots kollega Johann Georg Wunderlich på grundlag af Hugots forarbejde lærebogen Méthode de Flûte du Conservatoire par M.M. Hugot et Wunderlich / Membres du Conservatoire.